# Yehudi Menuhin
Yehudi Menuhin, född 22 april 1916 i New York i USA, död 12 mars 1999 i Berlin i Tyskland, var en amerikansk-schweizisk-brittisk violinist, bejublad över hela världen. 

## Biografi
Menuhin lärde sig spela violin för bland andra George Enescu. Den 25 november 1927 spelade Menuhin sin första konsert i Carnegie Hall i New York, endast elva år gammal. Resultatet blev lysande recensioner.
Menuhin, som var en av världens främsta soloviolinister, ägnade sig också mycket åt kammarmusik och framträdde även som dirigent. Menuhin tillbringade sin främsta tid av karriären i Storbritannien.
Han var också mycket engagerad i världsfrågor och verkade för förnyelse och enande, bland annat inom Unesco, och han var en övertygad värnare av allt levande och vegetarian.

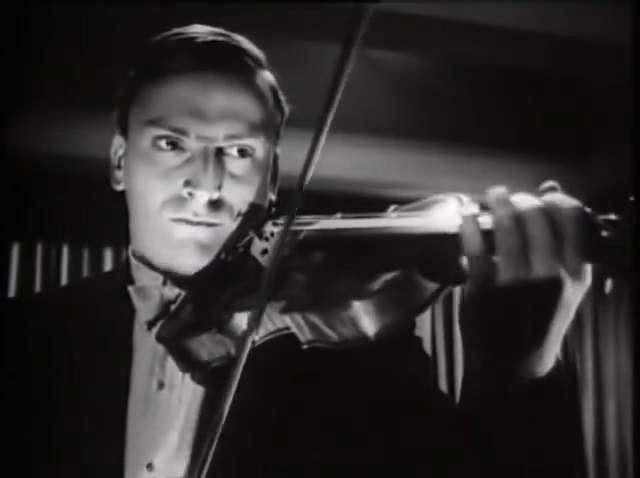
Menuhin i spelfilmen Stage Door Canteen, 1943.

## Utmärkelser
- Walter Willson Cobbett Medal,  1959
- Royal Philharmonic Society Gold Medal,  1962
- Jawaharlal Nehrus Pris,  1968[1]
- Léonie Sonnings musikpris,  1972
- Hedersdoktor vid Université Paris-Sorbonne,  14 februari 1976[2][3]
- Hans-von-Bülow-Medaille,  1979
- Tyska bokhandelns fredspris,  14 oktober 1979[4]
- Ernst Reuter-Medaljen,  1980
- Albert-medaljen,  1981
- Kulturpreis der deutschen Freimaurer,  1982
- Ernst von Siemens musikpris,  1984[5]
- Moses Mendelssohn-priset,  1986[6]
- Buber-Rosenzweig-medaljen,  1989
- Brahmspreis,  17 juli 1990[7]
- Wolfpriset i konst, med  Luciano Berio,  1991
- Musikpreis der Stadt Duisburg,  1992
- Storkorset av den medborgerliga förtjänstorden,  1995[8]
- Gramophonepris för livsgärning,  1996
- Prinsessan av Asturiens pris för enighet,  1997
- Förbundsrepubliken Tysklands förtjänstorden - storkors,  1997
- Otto Hahns Fredsmedalj,  1997[9]
- Hedersdoktor vid Vrije Universiteit Brussel,  1999[10]
- Hedersdoktor vid Valencia Universitet,  1999[11]
- Storkorset av Sankt Jakobs Svärdsorden[12]
- Fellow of the Sangeet Natak Akademi
- Storofficer av Hederslegionen
- Kennedy Center Honors
- Riddare av Nationalförtjänstorden
- Stjärna på Hollywood Walk of Fame
- Förtjänstorden
- Glenn Gould-priset
- Kommendör av 1 klass av Brittiska imperieorden
- Kommendör av Arts et Lettres-orden

[Redigera Wikidata]